# Charles Monselet

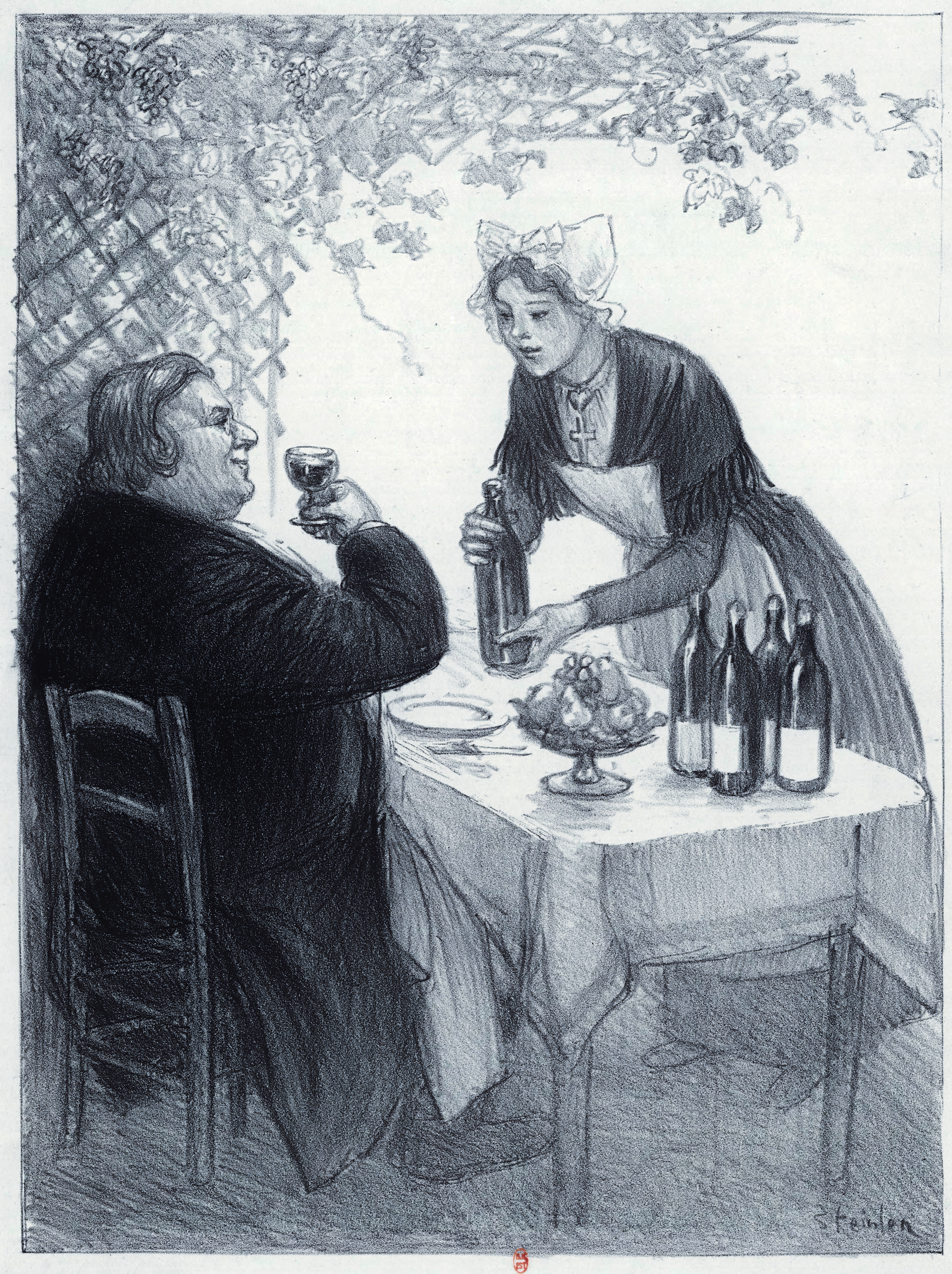
Estampe de Théophile Steinlen.

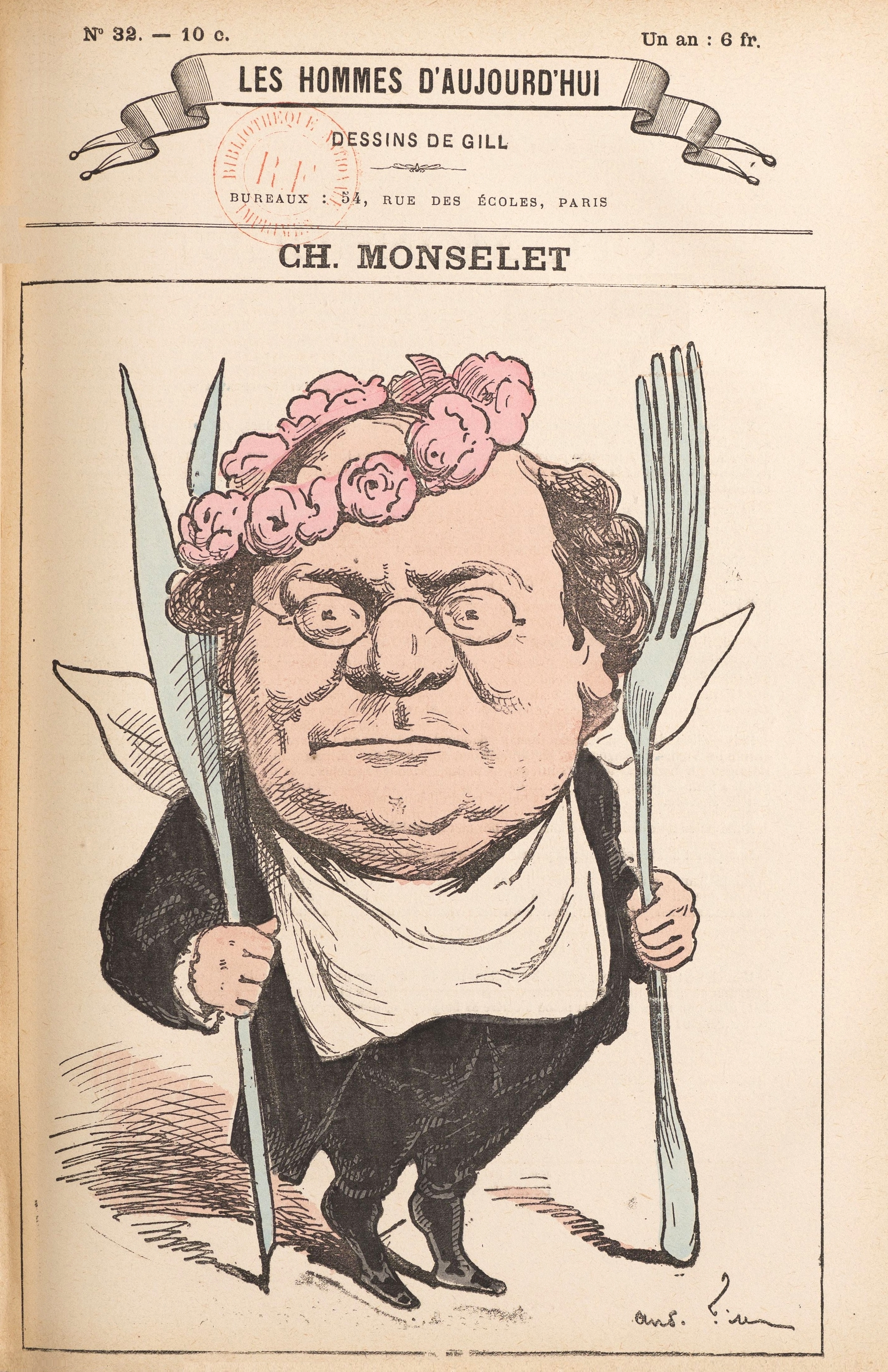
Charles Monselet en gastronome par André Gill dans le nº 32 des Hommes d’aujourd’hui.

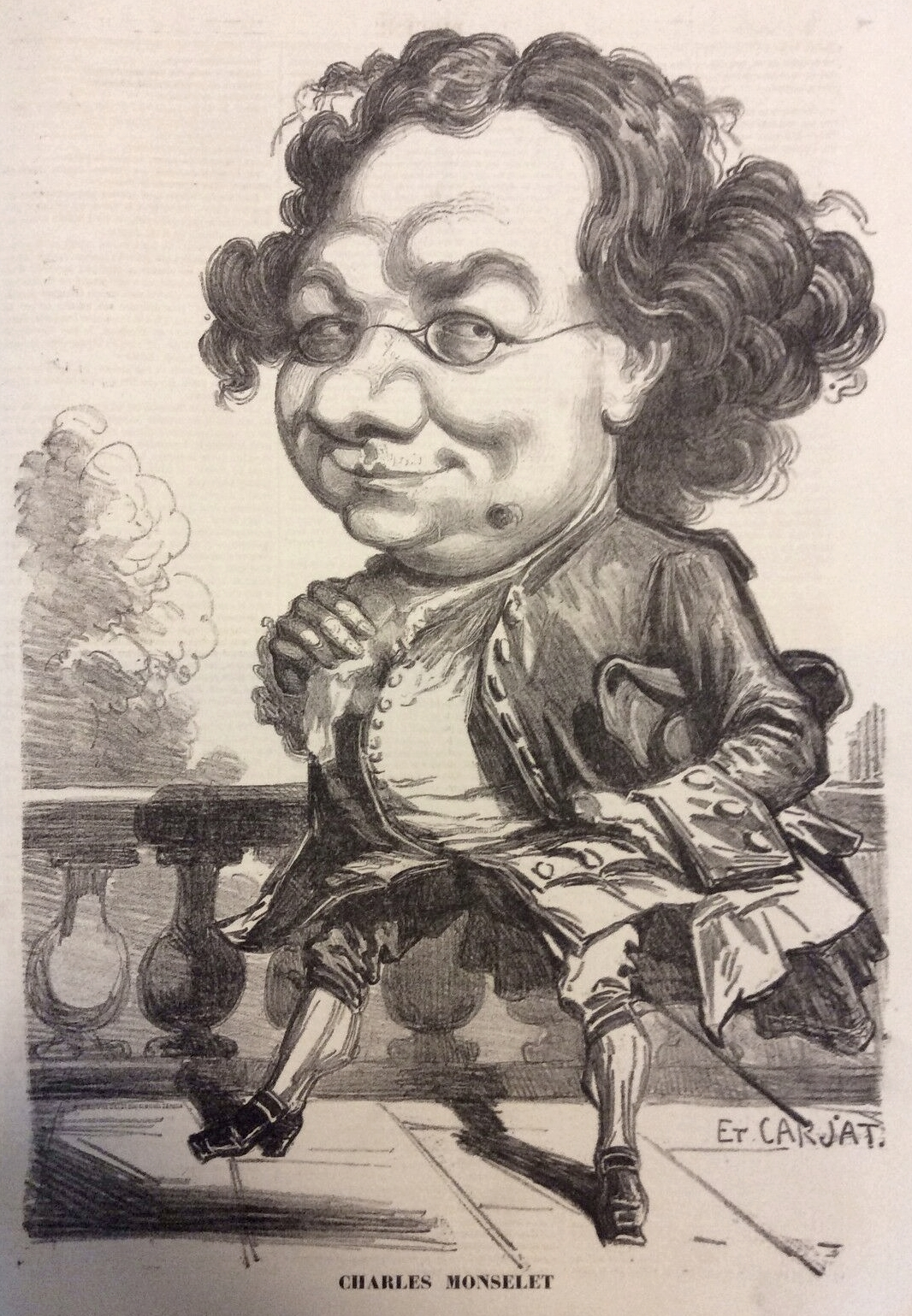
Caricature par Étienne Carjat dans le nº 29 du Diogène, le 22 février 1857.

Pour les articles homonymes, voir Monselet.

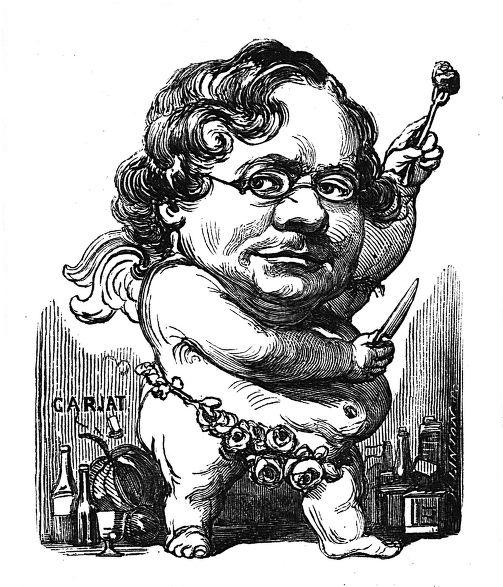
Charles Monselet en amour Louis XV, par Carjat, dans le nº 423 du Figaro, le 6 mars 1859.

Charles Monselet, né le 30 avril 1825 à Nantes et mort le 19 mai 1888 à Paris 9e, est un écrivain, journaliste, chroniqueur, romancier, poète et auteur dramatique français.
Il est, avec Grimod de La Reynière, Brillat-Savarin, le baron Brisse et Joseph Favre, au nombre des premiers critiques gastronomiques français.

## Biographie
Fils d’un libraire, Monselet a manié des livres avant d'en écrire, et pris, dès l’enfance, le gout des livres et l’amour des lettres. Il passe les neuf premières années de sa vie, dans sa ville natale, avant que ses parents n’emménagent à Bordeaux. Après une jeunesse bordelaise, il revient dans sa ville natale en 1852, et fait ses premières armes dans la carrière journalistique, après un apprentissage, comme son père, de compositeur, puis de correcteur, au Courrier de la Gironde, pour s’élever des faits divers, à l’entrefilet, puis aux articles dans les petits journaux main, jusqu’à ce que Félix Solar l’appelle à Paris lorsqu’il a fondé L'Époque (1865), où il vit dans la familiarité des écrivains bohème Baudelaire, Théophile Gautier, Albert Glatigny, Alfred Delvau, Charles Bataille, Amédée Rolland, et autres. Il était également un des hôtes les plus assidus de la maison de Victor Hugo, qui lui disait souvent: « Quand je vous écris, à M. Monselet quai Voltaire, j'ai toujours envie de mettre sur l'enveloppe : à M. de Voltaire, quai Monselet. »
L'Époque ayant sombré, il passe à la Presse, et aborde successivement tous les genres : histoire littéraire, bibliographie, théâtre, poésie, romans, nouvelles, feuilletons de théâtre, articles de critique. Il ne refusait rien. Il a fourni des séries de chroniques et de feuilletons au Pays, l'Assemblée nationale, l’Athenœum et la Presse, des études très soignées insérées dans la Revue de Paris, de Laurent-Pichat et de Cormenin, la Bibliothèque galante du XVIIIe siècle, des articles au Constitutionnel, au Monde Illustré, puis au Figaro.
Imprégné de l’esprit du XVIIIe siècle, dont il avait les allures, les gouts et tournure d’esprit, Monselet a disséminé au jour le jour cet esprit dans des fantaisies au Figaro bihebdomadaire, à l’Événement, puis au Figaro quotidien, où il a mené ses campagnes les plus longues et les plus remarquées, et auquel il a collaboré jusqu’à deux ou trois ans avant sa mort. Laborieux, écrivant très lentement avec grande difficulté, et très mal payé pour des articles, dont la quantité aurait pu emplir une bibliothèque:395, Monselet a excellé dans les petits tableaux parisiens, dont il a formé, par la suite, une galerie : la Lorgnette littéraire, les Tréteaux, le Théâtre de Figaro, les Femmes qui font des scènes, etc. où se retrouve le faire spirituel du portraitiste des Originaux du siècle dernier, mais avec une couleur toute moderne, une observation rapide et exacte.
Fin lettré nourri de la lecture des auteurs du XVIIIe siècle, bibliophile passionné, il a fait connaitre, dès le début à l’Artiste, et plus tard à la Revue de Paris, les groupes les moins connus de son époque de cette société de beaux esprits. Le premier, il a évoqué et remis en lumière les curieuses physionomies dans les Oubliés et les Dédaignés, réhabilitation pittoresque d’auteurs méconnus du XVIIIe siècle, pointant par comparaison, l’éclectisme des écoles stylistiques du mitan du Second Empire. Il a été l’historiographe d’Élie Fréron et de Restif de la Bretonne, des abbés galants de la Régence et des figures originales ou excentriques qui ont connu un moment de célébrité à la veille de la Révolution de 1789.
Sa bibliographie compte une quarantaine de volumes, instantanés littéraires, nouvelles folâtres pleins de couleur, de gaieté et de naturel, romans d'amour et policiers, où la femme a souvent un rôle central, notamment dans la Franc-Maçonnerie des femmes (1856).
Poète, il a exercé une note finement sensualiste avec des vers francs, pleins d’une verve capiteuse et savamment contenue, dans son recueil le Plaisir et l’Amour, appliquant à des sujets contemporains avec une grande habileté de facture, l’art raffiné et galant du XVIIIe siècle. Son poème Les Petites Blanchisseuses a connu une grande notoriété au XIXe siècle. Les journalistes parisiens qui évoquent très souvent ce poème libertin, dans leurs articles parlant des blanchisseuses au moment de leur fête : la Mi-Carême, ne citent jamais que le premier quatrain, très correct, qui ne laisse entrevoir la suite :
Les petites blanchisseuses

Que l’on voit, chaque lundi,

Aux pratiques paresseuses

Porter le linge à midi
Il est l'un des auteurs du pastiche Le Parnassiculet contemporain, et fut l'ami de Capot de Feuillide, auquel il a consacré une critique favorable dans La Lorgnette littéraire. Dictionnaire des grands et des petits auteurs de mon temps. Un portrait minute, particulièrement saisissant, de Charles Baudelaire, orne, parmi d'autres, cette amusante galerie de portraits:20.
Pour le théâtre, il avait écrit une grande comédie en vers destinée à la Comédie-Française, le Valet de Tartuffe, mais  Monselet était plus l’héritier de Chamfort que de Molière. Il a donné une parodie, une revue, un petit acte représenté à Bade, trois actes de comédie en collaboration avec Lemonnier, et l’Ilote, comédie en vers écrite en collaboration avec Paul Arène, représentée au Théâtre-Français. Il faisait la critique théâtrale au Monde illustré, et pourtant il mettait rarement le pied dans une salle de spectacle. Quand on lui demandait pourquoi, faisant de la critique théâtrale, on ne le voyait jamais au théâtre : — C'est que, répondait-il, je craindrais de me laisser influencer ! Il a même caressé l’idée de fonder un théâtre dont il aurait été le directeur : le théâtre de la Porte-Montmartre, dans l’esprit de la comédie italienne du siècle précédent, projet jamais entrepris, les mille actions de mille francs demandées au public n’ayant jamais été souscrites.
Doté d’un solide appétit, ce glouton, à la réputation surfaite, a consacré un sonnet au cochon :
Car tout est bon en toi, chair graisse, tripe ;

On t’aime galantine, on t’adore boudin.

Ton pied, dont une sainte a consacré le type,

Empruntant son arôme au sol périgourdin,

Dut réconcilier Socrate avec Xantippe,

Ton filet qu’embellit le cornichon badin

Forme le déjeuner de l’humble citadin ;

Et tu passes avant l’oie au frère Philippe.

Mérites précieux et de tous reconnus ;

Morceaux marqués d’avance, innombrables, charnus ;

Philosophe indolent qui mange et que l’on mange !

Comme dans notre orgueil, nous sommes bien venus

À vouloir, n’est-ce pas, te reprocher ta fange ?

Adorable cochon, animal roi, cher ange !
 Aimant à ressusciter les vieilles traditions, à table, il était l’homme du couplet de la fin. Désireux de ressusciter les traditions de Grimod de la Reynière et de Brillat-Savarin, cet épicurien invétéré a publié l’Almanach gourmand (1865), la Cuisine poétique et fondé, en 1858, une revue hebdomadaire consacré à la gastronomie, Le Gourmet, qui n’a connu que 24 numéros de février à aout. Monselet était néanmoins plus sybarite qu’hédoniste, plus bâfreur que bec fin : l’écrivain Eugène Chavette, qui était fils de restaurateur, voulant prouver qu’il n’était pas un gastronome connaisseur, l’ayant invité un jour, en compagnie d'Aurélien Scholl, au Brébant, célèbre pour les repas qu’y organisait l’élite intellectuelle et artistique parisienne, lui a fait servir un repas où les plats ne correspondaient pas au menu imprimé de ce restaurant : les nids d’hirondelles étaient en fait de simples nouilles à la purée de flageolets, la barbue du cabillaud cuit sur un peigne, le coq de bruyère, un petit dindonneau avec de l’absinthe, le Château-Larose, du Mâcon avec quelques gouttes de punch Grassot, etc. Monselet trouva les plats et les crus exquis. Devant le triomphe de Chavette, Monselet dit à ses amis, d’un ton doux et résigné : — J'ai des enfants… ne me perdez pas !
Malgré son ventre proéminent, il s’est battu au pistolet avec Émile Augier et à l’épée avec Théodore Barrière, mais à un agent matrimonial, qui insistait pour avoir un duel, il a simplement répondu : « Vous m'embêtez ! je ne veux pas me marier ! »
Atteint d’une affection du cœur environ deux mois avant sa mort, il a été soigne par le Dr Piogey pendant toute sa maladie. Il a laissé quatre enfants : deux fils, André, journaliste qui publiera une biographie de son père ; Étienne, peintre, et deux filles, Clotilde, dite de Monsay au théâtre, et Louise, artiste ainsi que son mari, Adolphe Candé, du théâtre de Saint-Pétersbourg. Il repose au cimetière du Père-Lachaise.

## Hommages
Il existe plusieurs odonymes portant son nom dont : une rue à Nantes, une rue à Paris et une rue à Bordeaux (d),

## Jugements
« C’est le monsieur qui s’est trompé de siècle »

— Xavier Aubryet

## Œuvres partielles

### Romans, nouvelles et proses diverses
- Les Chemises rouges, 5 vol., 1850-1857)  — réédité en 3 volumes ayant pour titre M. Le Duc s'amuse ; lire en ligne sur Gallica ; François Soleil, lire en ligne sur Gallica ; La Fin de l'orgie, lire en ligne sur Gallica, 1866.
- Statues et Statuettes contemporaines, Paris, Édouard Dentu, 1852.
- Histoire anecdotique du tribunal révolutionnaire (17 août-29 novembre 1792), Paris, Édouard Dentu, 1853 (lire en ligne sur Gallica).
- Rétif de la Bretonne : sa vie et ses amours : documents inédits ; ses descendants ; catalogue complet de ses ouvrages, Paris, Édouard Dentu, 1854 (lire en ligne sur Gallica).
- Les Aveux d'un pamphlétaire, Paris, Édouard Dentu, 1854.
- Figurines parisiennes, Paris, Édouard Dentu, 1854 (lire en ligne sur Gallica).
- Les Vignes du Seigneur, Paris, Édouard Dentu, 1854.
- La Franc-maçonnerie des femmes, Paris, Édouard Dentu, 1856, 4 vol.  — réédité aux éditions du Masque, coll. « Labyrinthes », no 190, 2011.
- Physionomies parisiennes. Acteurs et actrices, Paris, Édouard Dentu, 1857.
- La Lorgnette littéraire : Dictionnaire de grands et des petits auteurs de mon temps, Paris, Poulet-Malassis & De Broise, 1857, xviii-240 p., in-16 (OCLC 763548470, lire en ligne sur Gallica).
- Les Originaux du siècle dernier : les oubliés et les dédaignés, Paris, Michel Lévy, 1864 (1re éd. 1857), iii-399 p., in-16 (OCLC 1176707676, lire en ligne sur Gallica), [t. 2].
- Les Ruines de Paris, Paris, Louis de Potter, 1857, 4 vol. ; in-8º, t. 1 sur Gallica ; t. 2 sur Gallica t. 3 sur Gallica t. 4 sur Gallica  — réédité sous le titre L'Argent maudit, 1875.
- Monsieur de Cupidon : Aristide Chamois, Paris, Victor Lecou, 1853, iii-336 p., in-18 (OCLC 1176910760, lire en ligne).
- avec Méry, A. Dumas, Th. se Banville, Th. Gautier, Em. Deschamps, C. Garaguel, A. Barthet, Émile Solté, Xavier Aubryet, Aur. Scholl, Charles Bataille, etc., La Cuisinière poétique, avec d'autres auteurs, Leipzig, Alphonse Durr, 1859, 199 p., in-16 (OCLC 1254704133)
- Les Tréteaux (ill. Félix Bracquemond), Paris, Poulet-Malassis & De Broise, 1859, 268 p., in-12 (OCLC 1254586126, lire en ligne sur Gallica).
- Théâtre du Figaro (ill. André-Charles Voillemot), Paris, Ferdinand Sartorius, 1861, iii-280 p., in-12 (OCLC 1143176435, lire en ligne sur Gallica).
- Les Galanteries du XVIIIe siècle (réédité sous le titre Les Amours du temps passé, 1875), Paris, Michel Lévy, 1875 (1re éd. 1862), 312 p., in-18 (OCLC 458079298, lire en ligne sur Gallica).
- Almanach des gourmands pour 1862 : archives gastronomiques, recettes, menus de saison, guide du dîneur, conseiller des estomacs, dialogues de table, variétés apéritives, poésies relevées, etc., Paris, Eugène Pick, 1862, 16 cm (OCLC 1268259583).
- Fréron, ou l'Illustre critique : sa vie, ses écrits, sa correspondance, sa famille, etc., Paris, Édouard Dentu, 1864 (lire en ligne sur Gallica).
- De Montmartre à Séville, Paris, Achille Faure, 1865, 322 p., in-16 (OCLC 763948461, lire en ligne sur Gallica)Réédité sous le titre Les Souliers de Sterne. Récits et tableaux de voyage : France, Angleterre, Italie, Belgique, Allemagne, Espagne, Portugal, 1874, lire en ligne sur Gallica.
- Le Plaisir et l’Amour, Paris, Ferdinand Sartorius, 1865, 180 p., in-12 (OCLC 776848465, lire en ligne sur Gallica).
- Les femmes qui font des scènes, Paris, Michel Lévy, 1865, 356 p., in-16 (OCLC 776827570, lire en ligne sur Gallica).
- Almanach des rues et des bois, citadin, champêtre et poétique, pour 1866 : indispensable à tous les gens de bien, Paris, A. Chaillot, 1866, 64 p., in-16 (OCLC 1143126139).
- Portraits après décès : avec lettres inédites et fac-similé, Paris, Achille Faure, 1866, iii-291 p., in-16 (OCLC 631545371, lire en ligne sur Gallica)Réédité sous le titre Les Ressuscités, 1876.
- Les premières représentations célèbres, Paris, Degorce-Cadot, 1867, 319 p. (OCLC 763197929, lire en ligne sur Gallica).
- Les Créanciers : œuvre de vengeance avec une cruelle eau-forte (ill. Émile Benassitlieu=Paris), René Pincebourde, 1870, vi-46 p., in-8º (OCLC 458079121, lire en ligne sur Gallica).
- Le Musée secret de Paris, Paris, Michel Lévy, v. 1870, 200 p., in-16 (OCLC 459627137, lire en ligne sur Gallica).
- Chanvallon, : histoire d'un souffleur de la Comédie-française (ill. Outhwaite d'après Bertall), Paris, Ferdinand Sartorius, 1872, 281 p., in-18 (OCLC 1467902816, lire en ligne sur Gallica).
- Les Frères Chantemesse, Paris, Édouard Dentu, 1873, 368, 320, 2 vol. ; in-18, [[lire en ligne sur Gallica t. 1. Un caprice de Mme de Pompadour]], [[lire en ligne sur Gallica t. 2. Un amour de Louis XV]]
- Les Marges du code. La Belle Olympe, Paris, Édouard Dentu, 1873 (lire en ligne sur Gallica).
- Les Mystères du boulevard des Invalides, Paris, Michel Lévy, 1873, 203 p., in-18 (OCLC 763693410, lire en ligne sur Gallica).
- Panier fleuri : prose et vers, Paris, Bachelin-Deflorenne, 1873, vi-301 p., in-12 (OCLC 1254585997, lire en ligne sur Gallica).
- Gastronomie : récits de table, Paris, Charpentier et Cie, 1874, iii-396 p., in-16 (OCLC 1034514083, lire en ligne sur Gallica).
- Les Années de gaieté : nouvelles, Paris, Michel Lévy, 1880 (1re éd. 1875), iii-326 p., in-16 (OCLC 458079040, lire en ligne sur Gallica).
- Scènes de la vie cruelle, Paris, Calmann-Lévy, 1885, nouvelle éd. (1re éd. 1876), 340 p., in-18 (OCLC 1254586128, lire en ligne sur Gallica).
- Lettres gourmandes, manuel de l’homme à table, Paris, Édouard Dentu, 1877, iii-299 p., in-18 (OCLC 458079339, lire en ligne sur Gallica).
- Une troupe de comédiens, Paris, Tresse, 1879, 282 p., 18 cm (OCLC 555851444, lire en ligne sur Gallica).
- Le Petit Paris, tableaux et figures de ce temps, Paris, Édouard Dentu, 1879, viii-331 p., in-16 (OCLC 776831536, lire en ligne sur Gallica).
- Les Poésies complètes de Charles Monselet : avec un frontispice-portrait par Louis Chevalier ; gravé à l'eau-forte par Lacauze, Paris, Édouard Dentu, 1880, viii-331 p., in-16 (OCLC 764087953, lire en ligne sur Gallica).
- Mon dernier-né : gaietés parisiennes, Paris, Édouard Dentu, 1883, 314 p. (OCLC 555849197).
- Encore un !, Paris, L. Frinzine, 1885, viii-319 p., in-18 (OCLC 1449122010, lire en ligne sur Gallica).
- Petits Mémoires littéraires, Paris, Gervais Charpentier et Eugène Fasquelle, 1892 (1re éd. 1885), iii-356, in-16 (OCLC 458079513, lire en ligne sur Gallica).
- Jean de La Réole : roman nouveau, Paris, Librairie illustrée, 1888, 273 p., in-18 (OCLC 763257390, lire en ligne sur Gallica).
- De A à Z, portraits contemporains, Paris, Gervais Charpentier, 1888, 337 p. (OCLC 1254582386, lire en ligne sur Gallica).
- Mes souvenirs littéraires, Paris, Librairie illustrée, 1888, v-281 p., in-16 (lire en ligne sur Gallica).
- Promenades d'un homme de lettres : nord, ouest, est, sud, Paris, Calmann Lévy, 1889, 377 p., in-16 (OCLC 1449121719, lire en ligne sur Gallica).
- Sous le manteau : nouvelles, Paris, Alphonse Lemerre, 1889, 89 p., in-12 (OCLC 1254585960, lire en ligne sur Gallica)Réédité sous le titre Petits Péchés, 1893.
- Curiosités littéraires et bibliographiques, Paris, Édouard Dentu, 1890, 228 p., in-18 (OCLC 1176821301, lire en ligne sur Gallica).
- Fantaisies, Paris, L. Boulanger, 1895, 111 p., in-8º (OCLC 763347661, lire en ligne sur Gallica).
- Figurines parisiennes, 1854 (lire en ligne).
- Le Siège de la Revue des Deux-Mondes, 1859 (lire en ligne).
- La Bibliothèque, 1859 (lire en ligne).
- La Police littéraire, 1859 (lire en ligne).
- Mon ennemi, 1859 (lire en ligne).

### Théâtre
- Lucrèce, ou la Femme sauvage, parodie en 1 acte et en vers de la Lucrèce de M. Ponsard, avec Richard Lesclide, Bordeaux, théâtre des Variétés, 7 octobre 1843.
- Un carreau brisé, comédie vaudeville en 1 acte, Bordeaux, théâtre des Variétés, 2 juillet 1844.
- Le Congrès des statues, 1860. Saynète  — rééditée dans l'anthologie Jean Bart, L’Empreinte du « Roi des Corsaires », Bibliogs, 2017.
- Les femmes qui font des scènes, pièce en 3 actes, mêlée de chant, avec Alphonse Lemonnier, musique de Charles Hubans, Paris, théâtre des Folies-Dramatiques, 21 juin 1872.
- Venez, je m'ennuie, comédie en 1 acte, Paris, théâtre de la Renaissance, 24 avril 1873.
- L'Ilote, comédie en 1 acte, en vers, avec Paul Arène, Paris, Comédie-Française, 17 juin 1875.
- La Revue sans titre : revue de l'année 1876, en 2 actes et 3 tableaux (Paris, théâtre des Variétés, 8 décembre 1876lieu=Paris), Bachelin-Deflorenne, 1877, 130 p., in-12 (lire en ligne sur Gallica).
- La Surprise de l'amour. opéra-comique en 2 actes, d'après Marivaux, musique de Ferdinand Poise, Paris, théâtre de l'Opéra-Comique, 31 octobre 1877.
- Les Dindons de la farce, comédie en 3 actes, avec Alphonse Lemonnier, Paris, théâtre de l'Athénée-Comique, 14 mai 1880.
- L'Amour médecin, opéra-comique en 3 actes et 1 prologue, d'après Molière, musique de Ferdinand Poise, Paris, théâtre de l'Opéra-Comique, 20 décembre 1880.
- Joli Gilles, opéra comique en 2 actes, d'après d'Allainval, musique de Ferdinand Poise, Paris, théâtre de l'Opéra-Comique, 10 octobre 1884.